# 桑多梅日省
桑多梅日省（波蘭語：Województwo Sandomierskie）是一个建立于14世纪，于1772年至1795年瓜分波兰期间撤销的波兰王国行政区划和地方政府。这是小波兰行省的一部分。原来，桑多梅日省拥有全卢布林地区，但在1474年，它的三个东部的县组成卢布林省。
桑多梅日省也是波兰议会王国的省。分割自拉多姆部，于1837年，它被转移到桑多梅日省。

## 行政部门所在地
省总督（Wojewoda）所在地：
- 桑多梅日

地区议会（sejmik generalny）所在地：
- 诺维-米阿斯托-科切恩

## 行政区划
在1397年，位于维斯瓦河西岸的桑多梅日省部分地区被分为三个县：
| 行政区划   | 波兰语              | 首府     | 备注                                   |
| 桑多梅日县 | Powiat Sandomierski | 桑多梅日 |                                        |
| 拉多姆县   | Powiat Radomski     | 拉多姆   | 传统上称作拉多姆地区 (Ziemia radomska) |
| 汗切尼县   | Powiat Chęciński    | 汗切尼   |                                        |

在15世纪，增加了这些县：
| 行政区划       | 波兰语              | 首府         |
| 皮尔兹诺县     | Powiat Pilznenski   | 皮尔兹诺     |
| 维施利查县     | Powiat Wiślicki     | 维施利查     |
| 奥珀茨诺县     | Powiat Opoczynski   | 奥坡茨诺     |
| 史特基卡县     | Powiat Stężycki     | 史特基卡     |
| 塔尔诺夫县     | Powiat Tarnowski    | 塔尔诺夫     |
| 施德沃夫耶茨县 | Powiat Szydlowiecki | 施德沃夫耶兹 |

在16世纪早期，两个县——塔尔诺夫县和施德沃夫耶茨县被撤销，他们的领土被皮尔兹诺县，维施利查县和桑多梅日省接管。

## 省总督
- 扬·兹·梅尔什提那（1361年－？）
- 扬·兹·塔尔诺瓦（1385年－？）
- 斯匹特克·兹·塔尔诺瓦·伊·雅罗斯瓦维亚（1433年－？）
- 扬·菲利克斯·“什拉姆”·塔尔诺夫斯基（1501年－？）
- 米科瓦耶·费尔雷耶（1514年－？）
- 扬·克斯特卡（1574年－？）
- 耶日·米尼什赫（1590年－？）
- 扬·泽比格涅夫·奥索良斯基（1613年－？）
- 斯坦尼斯瓦夫·科涅茨波尔斯基（1625年－1633年）
- 米科瓦耶·费尔雷耶（1633年－1635年）
- 耶日·奥索良斯基（1636年－1638年）
- 克尔基施托夫·奥索良斯基（1638年－1645年）
- 瓦迪斯瓦夫·多米尼克·加斯瓦夫斯基（1649年－？）
- 亚历山大·科涅茨波尔斯基（1656年－？）
- 扬·“索别潘”·加莫耶斯基（1659年－？）
- 耶日·亚历山大·卢博米尔斯基（1728年－？）
- 扬·塔尔沃（1736年－？）

## 临近省份和地区
- 拉瓦省
- 马索维安省
- 卢布林省
- 鲁塞尼亚省
- 克拉科夫省
- 谢拉兹省
- 宛兹卡省